# 酞菁镥
酞菁镥（英語：Lutetium phthalocyanine），化学式LuPc
2，是一种酞菁配体稀土金属离子配合物。由两个酞菁配体与镥离子组成。它是已知的第一种本征半导体分子。其具有电致变色特性，在不同电压下呈现不同的颜色。

## 结构
LuPc
2为两个平面酞菁分子包埋Lu3+离子的双层夹心结构。两个酞菁环呈现交叉式构象排列，且配体的末端略微向外扭曲。配合物呈现非纯粹配体（non-innocent ligand）性质，即大环配体含有额外的一个电子。它是一种自由基 ，未成对电子位于最高占据轨道和最低未占据轨道之间的半满分子轨道中，使其电子性质可以进行精细调节。

## 性质
基于其自由基特性，LuPc
2与其烷氧基甲基衍生物（如Lu[(C
8H
17OCH
2)
8Pc]
2）都可以沉积形成具有本征半导体特性的薄膜。与其他酞菁-金属配合物相比具有更低的还原电位。
LuPc
2薄膜为绿色，被氧化则形成红色的LuPc+
2，被还原则形成蓝色的LuPc−
2，进两步还原则依次变成深蓝色和紫色。在溶有碱金属卤化物的水溶液中，绿色/红色氧化循环可以重复10,000多次，然后才被氢氧根降解；绿色/蓝色氧化还原在水中降解得更快。

## 电性质
LuPc
2和其他酞菁镧系金属配合物在有机场效应晶体管薄膜的开发中有重要运用。
LuPc
2衍生物在某些特定分子的存在下可改变颜色。比如在气体检测器中 ，硫醚衍生物Lu[(C
6H
13S)
8Pc]
2在NADH存在下可由绿色变成紫棕色。它也是氧化还原反应的良好催化剂，当其存在于反应中时，可降低氧化还原电位。